# Tormenta tropical Edouard (2002)
La tormenta tropical Edouard  fue el primero de ocho ciclones tropicales que se formaron en septiembre de 2002, siendo hasta el 2008 la marca más alta para cualquier mes. Fue la quinta tormenta tropical de la temporada de huracanes del Atlántico de 2002, Eduard se convirtió en ciclón tropical el 1 de septiembre a partir de un área de convección asociándose con un frente frío al este de la Florida.

## Historia de la tormenta

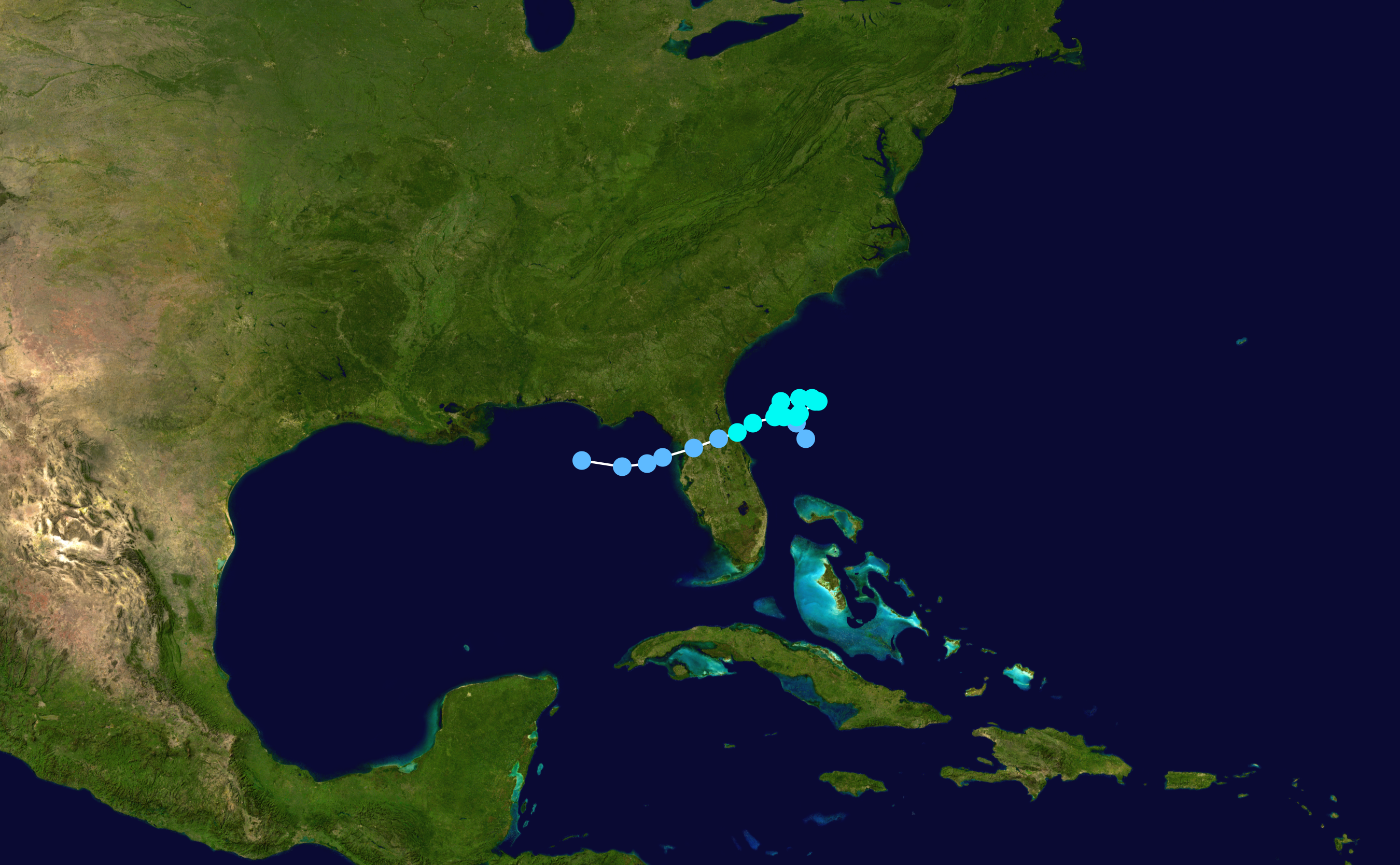
Trayectoria de la tormenta tropical Edouard, perteneciente a la temporada de huracanes del Atlántico de 2002, siguiendo los colores de la escala de huracanes de Saffir-Simpson.